# إينيس مورتا
إينيس مورتا (بالبرتغالية: Inês Gaspar Murta‏) مواليد 31 مايو 1997 في البرتغال، هي لاعبة كرة مضرب برتغالية. أعلى تصنيف لها في الفردي كان 737. أعلى تصنيف لها في الزوجي كان 568.

## النهائيات

### الزوجي
| الحصيلة | الرقم | التاريخ       | الدورة                | الأرضية | الشريك              | المنافس                         | النتيجة  |
| ------- | ----- | ------------- | --------------------- | ------- | ------------------- | ------------------------------- | -------- |
| الفوز   | 1.    | 3 نوفمبر 2014 | الدار البيضاء، المغرب | ترابية  | أولجا بارس Azcoitia | مارتينا سيسوتي سيلفيا نجيريتش   | 6–3, 6–4 |
| الفوز   | 2.    | 30 مارس 2015  | مرسى القنطاوي، تونس   | صلبة    | ملاني ستوكك         | ميهايلا بازارنسكا أولينا كيربوت | 6–1, 7–5 |

## روابط خارجية
- إينيس مورتا على موقع رابطة محترفات التنس (الإنجليزية)
- إينيس مورتا على موقع الاتحاد الدولي لكرة المضرب (الإنجليزية)
- إينيس مورتا على موقع كأس بيلي جين كينغ (الإنجليزية)
- إينيس مورتا على موقع خلاصة التنس.كوم (الإنجليزية)